# 정종 (고려 3대)
정종(定宗, 923년 ~ 949년 4월 18일(음력 3월 13일), 율리우스력 4월 13일)은 고려의 제3대 국왕(재위: 945년 10월 28일 (음력 9월 15일), 율리우스력 10월 23일 ~ 949년 4월 18일)이다.
휘는 요(堯), 자는 의천(義天), 묘호는 정종(定宗), 시호는 지덕장경정숙영인간경장원문명대왕(至德章敬正肅令仁簡敬莊元文明大王), 능호는 안릉(安陵)이다. 태조 왕건과 신명순성왕태후(神明順成王太后) 유씨(劉氏)의 차남이며, 왕후는 문공왕후(文恭王后) 박씨(朴氏)와 문성왕후(文成王后) 박씨로 둘 다 박영규와 견훤의 딸 국대부인 견씨 사이의 자매들이다.
왕식렴의 도움으로 박술희를 제거하고 왕규의 난을 진압한 뒤에 신하들의 추대로 즉위하였으나, 정통성 문제로 집권기반이 취약하였다. 서경으로의 천도를 계획하였으나 성사시키지 못하였다.

## 생애

### 즉위 전

#### 생애 초반
정종은 신명순성왕후 소생 차남이자, 태조 왕건의 셋째 아들이었다. 모후 신명순성왕후는 충주의 유력 호족 유긍달의 딸이었다. 신명순성왕후는 태조 왕건에게서 태자 태, 왕자 요, 왕자 소 등의 3남을 연이어 출산하였으나 왕위계승권에서 밀렸고, 태자 태는 일찍 요절하였다.
혜종이 집권하던 시기에 왕위를 엿보았다. 945년 혜종의 측근이었던 박술희(朴述熙 혹은 朴述希)를 제거하고, 동시에 거병한 왕규의 난을 진압하였다. 945년 혜종이 죽자 군신들의 추대로 위에 올랐다. 그는 태조의 사촌이자 서경의 군벌이었던 왕식렴(王式廉) 등의 도움을 받아, 외척으로서 세도를 부리던 왕규(王規) 등의 정적을 제거하고 호족들의 발호를 억제하는 데 주력하였다. 그러나 개경의 호족들이 호응하지 않는 등 여전히 왕권이 확립되지는 않았다.

#### 왕규와의 정쟁
한편 혜종의 최측근인 박술희를 강화도로 유배보낸 뒤 사살한다. 그해 9월 왕요는 당숙 왕식렴에게 왕규의 역모를 대비하라고 지시한다.
왕규가 자신의 외손자를 위에 앉히려는 음모를 꾸미는 사이 정종은 비밀리에 서경에 있던 왕식렴을 불러들여 대책을 세우고 있었다. 정종은 혜종이 죽자 본격적으로 왕식렴세력을 등에 업고 위에 오르고자 했다. 정종의 배후 세력인 왕식렴은 삼중대광 왕평달의 아들이며 태조의 몇 안되는 종친이다. 군부서리가 된 이래 많은 관직을 역임하였으며, 태조 원년에 서경 (평양) 진수의 책임을 지고 혜종이 사망한 945년까지 27년간 그 임무를 담당했다.
왕식렴은 오랜 기간 서경에 있으면서 강력한 세력기반을 쌓고 있었다. 자신의 힘만으로는 왕위계승이 힘들다고 판단한 정종은 왕식렴의 세력을 끌어들이고자 하였다. 정종은 서경에 있는 왕식렴을 개경으로 불러들였다. 왕식렴이 군대를 거느리고 개경에 들어오자 왕규는 힘을 쓰지 못하였다.
혜종이 병으로 누웠을 때 왕식렴과 함께 왕규의 난을 진압하였다. 그러나 왕규의 난에 관해서는 혜종 지지파였던 왕규와 정종·광종 지지파이자 서경 귀족인 왕식렴 세력 간의 정쟁으로 간주하기도 한다. 곧이어 혜종 역시 병사하였다.

### 즉위

#### 즉위 초
즉위 직후 왕식렴을 시켜 왕규를 사살하였다. 정종은 945년 즉위 후 반란 진압의 공을 치하하여 왕식렴에게 광국익찬공신(匡國翊贊功臣)에 서훈되었으며, 거기에 다시 대승(大丞)을 덧붙였다.
946년 초 재계하고 현릉에 성묘하였으며 즉위 기념으로 대사면령을 내려 죄인을 방면하였다. 또한 개국사까지 불사리를 봉행하는데 동참하였고, 불교 경전 간행 목적으로 사원에 불명경보와 광학보를 설치하였다. 그러나 개경 귀족들의 호응이 없자 그는 왕식렴의 주 근거지였던 서경으로의 천도를 단행하려 한다.

#### 치세와 서경 천도
그는 임금으로 즉위하자마자 고구려의 옛 땅을 회복과 개경의 귀족 세력들을 견제하여 왕권을 강화하기 위해 서경으로의 천도를 천명했다. 그러나 이러한 조치는 오히려 개경의 호족들과 옛 공신들의 불만을 고조시키는 결과만을 초래했다. 그는 점점 불안해 했고 친동생인 왕소마저 의심하기 시작하였다. 서경 천도를 위해 장정을 징발, 시중 권직을 보내 궁궐 영건의 감독하였다. 개경의 민호(民戶)를 서경의 역부로 삼아 백성들에게 원망을 사게 되었다.
947년 봄 대광 박수문을 보내어 덕창진에 성을 쌓게 하고, 서경성과 철옹·박릉·삼척·통덕 등의 성을 축성, 정비하게 하였다.
947년 후진에서 유학하다 거란에 붙잡혀 그곳에서 벼슬하던 최광윤이 고려에 사신으로 왔다가, 거란이 고려를 침입할 준비를 한다고 보고하였다. 이 소식을 들은 정종은 침입을 대비하기 위해 광군(光軍)사를 조직하고 군사 30만을 양성하기도 했다.
그해 가을 대광 박수경을 보내어 덕성진에 성을 수축했고, 거란의 사신으로 귀성에 온 최광윤에게 정종의 서신을 전달하였으며, 동시에 유사에게 명하여 군사조직인 광군사(光軍司)를 신설하였다.

### 최후
948년 9월, 동부 여진에서 말 700필과 토산물을 바치자, 직접 공물을 검열하던 중 갑자기 닥친 우레와 천둥 소리에 놀라 경기가 든 이후 계속 병석에 있다가 949년 1월 왕식렴의 부음 소식을 접한다. 바로 호기위 태사 삼중대광 개국공에 추서하였다.
949년 3월 자신의 죽음을 예감한 정종은 동생 왕제 소를 불러 양위하고 죽었다. 능은 개성의 안릉(安陵)이다. 고려사에 따르면 그의 죽음 소식에 노역에 시달리던 서경의 일꾼들이 기뻐 날뛰었다고 한다.

### 사후
그의 죽음으로 서경으로의 천도계획은 그의 동생 광종에 의해 즉각 백지화된다. 자신의 사후 동생 소의 찬탈을 염려하여 동생 소에게 왕위를 넘기고 아들 경춘원군의 목숨을 유지케 하였다. 하지만 광종은 이후에 발생한 왕족 숙청 때에 경춘원군을 이복형 혜종의 아들인 흥화궁군과 함께 처형시켰다.

### 평가
최승로의 정종에 대한 평은 다음과 같다.
| “ | 정종은 태자로 계실 때부터 훌륭한 명성이 있었습니다. 혜종이 병석에 누워 오래 동안 회복되지 않자 재신 왕규 등이 몰래 모의하여 왕실을 넘보았습니다. 정종이 이를 먼저 알아차리고 은밀히 서도(西都)의 충성스럽고 절의가 있는 장군과 함께 계책을 정하여 대비했습니다. 내란이 일어나려 하자 호위하는 군사가 많이 도착했으므로 간악한 계략은 실패로 돌아가고 흉악한 무리들은 죽음을 맞았습니다. 이는 비록 천명에 따랐다고는 하나 사람의 계책도 있었으니 어찌 뛰어나다고 하지 않겠습니까? 태조로부터 지금까지 38년 간 왕위가 끊어지지 않았던 것은 역시 정종의 힘이었습니다. 정종은 임금의 형제로 왕위를 이어받아 밤낮으로 노력하여 나라 다스리는 도리를 구했습니다. 때로는 촛불을 밝혀들고 조정의 선비를 접견하였고, 또 어떤 때는 정사에 바빠서 늦게 식사하면서 모든 정사를 듣고 결정하였습니다. 그러므로 즉위한 초기에 사람들이 모두 서로 기뻐하였습니다. 그런데 도참을 그릇되게 믿게 되자 도읍을 옮기로 결정하였습니다. 게다가 천성이 굳세어 고집을 굽히지 아니했고, 급박하게 백성들을 징발하여 역사(役事)를 일으키고 사람들을 수고롭게 하니, 비록 임금의 생각이 옳다고 해도 사람들의 마음은 이를 따르지 않았습니다. 원망과 비방이 이로 인해 일어났고 재난이 그림자와 메아리처럼 재빨리 응하여 서경으로 도읍을 옮기지도 못하고 임금의 자리를 영원히 떠나게 되었으니 참으로 통탄할 만합니다. | ” |

## 가족 관계
|                 |                             | 출생                           | 사망                                                      |
| --------------- | --------------------------- | ------------------------------ | --------------------------------------------------------- |
| 고려 제3대 국왕 | 정종 문명대왕 定宗 文明大王 | 923년 생일 미상 고려 개경 정전 | 949년 4월 13일 (음력 3월 13일) (25~26세) 고려 개경 제석원 |

|    |                                     | 본관 | 생몰년        | 부모                                  | 비고      |
| -- | ----------------------------------- | ---- | ------------- | ------------------------------------- | --------- |
| 부 | 태조 太祖                           | 개성 | 877년 - 943년 | 세조 世祖 위숙왕후 한씨 威肅王后 韓氏 | 초대 국왕 |
| 모 | 신명순성왕후 유씨 神明順成王后 劉氏 | 충주 | 미상          | 유긍달 劉兢達 미상                    |           |

|       | 시호                        | 본관 | 생몰년 | 부모                                      | 비고                                    |
| ----- | --------------------------- | ---- | ------ | ----------------------------------------- | --------------------------------------- |
| 제1비 | 문공왕후 박씨 文恭王后 朴氏 | 순천 | 미상   | 박영규 朴英規 국대부인 견씨 國大夫人 甄氏 | 견훤의 외손녀 태조 비 동산원부인의 동생 |
| 제2비 | 문성왕후 박씨 文成王后 朴氏 | 순천 | 미상   | 박영규 朴英規 국대부인 견씨 國大夫人 甄氏 | 견훤의 외손녀 태조 비 동산원부인의 동생 |

### 후궁
| 작호 | 작호                                | 본관 | 생몰년 | 부모               | 비고                      |
| ---- | ----------------------------------- | ---- | ------ | ------------------ | ------------------------- |
| 부인 | 청주남원부인 김씨 淸州南院夫人 金氏 | 청주 | 미상   | 김긍률 金兢律 미상 | 혜종 비 청주원부인의 동생 |

### 왕자
| 작호 | 작호              | 생몰년 | 생모          | 배우자 | 비고 |
| ---- | ----------------- | ------ | ------------- | ------ | ---- |
| 1    | 경춘원군 慶春院君 | 미상   | 문성왕후 박씨 | 미상   |      |

### 왕녀
| 작호 | 작호          | 생몰년 | 생모          | 배우자            | 비고          |
| ---- | ------------- | ------ | ------------- | ----------------- | ------------- |
| 1    | ▨▨공주 ▨▨公主 | 미상   | 문성왕후 박씨 | 효성태자 孝成太子 | 작호가 소실됨 |

## 대중 문화속에 나타나는 정종
- 《태조 왕건》(KBS, 2000년~2002년, 배우:진욱)
- 《제국의 아침》(KBS, 2002년~2003년, 배우:최재성)
- 《빛나거나 미치거나》(MBC, 2015년, 배우:류승수, 이준서)
- 《달의 연인 - 보보경심 려》(SBS, 2016년, 배우:홍종현)

## 같이 보기
| - 한국의 역사 - 박술희 - 혜종 - 광종 - 왕규의 난 - 왕규 - 왕식렴 | - 왕규 - 서경 천도설 - 서경 - 경춘원군 - 박영규 |